# Принстон (Ајова)
Принстон (енгл. Princeton) град је у америчкој савезној држави Ајова. По попису становништва из 2010. у њему је живело 886 становника.

## Демографија
Према попису становништва из 2010. у граду је живело 886 становника, што је -60 (-6.3%) становника више него 2000. године.
| Група             | 2000.       | 2010.       |
| Белци             | 929 (98,2%) | 833 (94,0%) |
| Афроамериканци    | 1 (0,1%)    | 3 (0,3%)    |
| Азијати           | 1 (0,1%)    | 0 (0,0%)    |
| Хиспаноамериканци | 7 (0,7%)    | 33 (3,7%)   |
| Укупно            | 946         | 886         |